# Gornja Vrežina
Gornja Vrežina (en serbe cyrillique : Горња Врежина) est une localité de Serbie située dans la municipalité de Pantelej et sur le territoire de la ville de Niš, district de Nišava. Au recensement de 2011, elle comptait 1 142 habitants.
Gornja Vrežina est officiellement classée parmi les villages de Serbie.

## Démographie

### Évolution historique de la population
| 1948  | 1953  | 1961  | 1971  | 1981  | 1991  | 2002  | 2011  |
| ----- | ----- | ----- | ----- | ----- | ----- | ----- | ----- |
| 1 531 | 1 560 | 1 539 | 1 299 | 1 298 | 1 290 | 1 180 | 1 142 |

|  |